# Coriolan Drăgulescu
Coriolan Drăgulescu (n. 4 aprilie 1907, Vărădia, Caraș-Severin – d. 1 iunie 1977, București) a fost un academician român, chimist, membru titular (1963) al Academiei Române.
Format și încadrat la Facultatea de Științe a Universității din Cluj, la începutul celui de Al Doilea Război Mondial se refugiază împreună cu facultatea la Timișoara, unde înființează în cadrul Institutului Politehnic din Timișoara Facultatea de Chimie industrială, al cărei decan devine. Înființează, de asemenea, Baza de Cercetări Științifice din Timișoara. Devine pentru scurt timp Rector al IPT, apoi ministru adjunct în Ministerul Educației și Învățământului, însă este demis ca urmare a mișcărilor studențești din Timișoara din 1956. Revine la cariera didactică și devine membru titular al Academiei Române.
A făcut parte din Consiliul IUPAC și a fost, între altele, reprezentantul României la Conferințele Pugwash.

## Studii și aspecte biografice
Părinții săi au fost Ștefan Drăgulescu, învățător, și Elena, casnică. Urmează primele două clase la școala confesională ortodoxă din localitatea natală, clasele a III-a și a IV-a în cadrul Liceului „G-ral Ioan Dragalina”, iar între anii 1917-1921 gimnaziul maghiar din Oravița. Își contină studiile la Liceul „Constantin Diaconovici Loga” din Timișoara, unde își susține bacalaureatul în anul 1925.
În continuare urmează cursurile Facultății de Științe, secția chimie a Universității din Cluj, unde, în 1930 obține licența. În februarie 1936 își susține teza de doctorat cu titlul „Contribuții la teoria fluorescenței substanțelor organice”, sub conducerea prof. Dan Rădulescu, teză apreciată cu calificativul „magna cum laude”.
În 16 iulie 1934 se căsătorește cu Olga Cimponeriu, cu care va avea doi fii, pe Nicolae, în 1937 și pe Gheorghe, în 1942.

## Activitate
În ultimul an de studii, sprijinit de prof Gheorghe Spacu, obține un post de custode la unul din laboratoarele Facultății de Științe. După efectuarea serviciului militar, în cadrul Școlii de Gaze din București, revine la Cluj, unde din 1 octombrie 1931 este încadrat ca asistent la Catedra de Fizică a universității. În 1 octombrie 1932 trece, ca preparator, la Catedra de Chimie Anorganică și Analitică a Facultății de Științe, fiind titularizat asistent în 1 octombrie 1934. Lucrează aici ca asistent timp de 8 ani, sub îndrumarea prof. Gheorghe Spacu, Raluca Ripan, și Dan Rădulescu, în colaborare cu care publică o serie de lucrări științifice.
În acești ani este atras de ideile de stânga și frecventează cercul lui Tudor Bugnariu. Are o poziție net antifascistă și antirevizionistă, publicînd în 1936 broșura Pacea este în pericol. Înarmările Germaniei hitleriste. De asemenea, între anii 1939-1940 publică în revista săptămânală Țara Nouă o serie de articole („Cât consumă războiul”', „Eliberarea economică a lumii” etc.) precum și în revistele Națiunea Română, Țara de mâine și Țărănismul bănățean.
În 1940, după Dictatul de la Viena, Facultatea de Științe a Universității din Cluj se refugiază la Timișoara, Coriolan Drăgulescu urmând-o, iar în 1942 devine șef de lucrări. Continuă să publice lucrări științifice în colaborare și cu Ilie G. Murgulescu, iar în 15 noiembrie 1945 este numit profesor la disciplina Chimie agricolă la facultatea de Agronomie din Timișoara.
Participă la întemeierea organizației Uniunea Patrioților din Banat, cu orientare de stânga. În 29 noiembrie 1944, când se schimbă administrația orașului, este numit primar al Timișoarei, funcție pe care o deține până în 30 aprilie 1945, ocupându-se de înlăturarea daunelor provocate de război.
Redactează împreună cu prof. Murgulescu un memoriu pentru înființarea Facultății de Chimie industrială la Politehnica din Timișoara, memoriu aprobat în 18 februarie 1948, de Consiliul Profesoral Unit și de Senatul Politehnicii. Memoriul are succes, iar înființarea facultății este aprobată prin Decretul nr. 161 din 22 iulie 1948. Prof. Drăgulescu este numit profesor la disciplina Chimie Anorganică și Analitică, șef al Catedrei de Chimie Anorganică și Analitică și Decan al facultății nou înființate.
Ca decan se lovește de problemele din acea perioadă privind apartenența socială a membrilor corpului didactic. Devine garantul pentru George Ostrogovici, Alexandru Cișman, Iosif Dick, Iosif Reichel, Emil Lațiu.
În 1955 este numit conducător de doctorat, până la sfârșitul vieții fiind conducătorul unui număr de 38 de doctoranzi.
Militează pentru înființarea în Timișoara a unui centru de cercetare în domeniul chimiei. În 1951 se înființează sub conducerea sa Baza de Cercetări Științifice din Timișoara a Academiei.
La 12 iulie 1956 devine membru corespondent al Academiei. Va deveni membru titular la 21 martie 1963 și președinte al Secției de Chimie a Academiei în 1974. În 1963, este decorat cu Ordinul Muncii.
Pentru scurt timp (20 ianuarie - 14 februarie 1956) este investit Rector al Institutului Politehnic Timișoara, însă din 14 februarie 1956 este numit prin HCM nr. 232/10 februarie 1956 ministru adjunct în Ministerul Educației și Învățămîntului. Prin HCM nr. 1015/30 mai 1956 Coriolan Drăgulescu este numit locțiitor al președintelui Comisiei Superioare de Diplome din cadrul Ministerului Învățămîntului. Președinte al comisiei era ministrul, Ilie G. Murgulescu.
În calitate de ministru adjunct ia parte la discuțiile din sala „Alaci Valeriu” și de la Cantina MV de la Facultatea de Mecanică din data de 30 octombrie 1956 cu studenții participanți la mișcările studențești din Timișoara din 1956, unde se artă dispus să asculte revendicările studenților. În urma acestor mișcări, la ședința biroului politic al CC al PMR din 13 noiembrie 1956 întreaga conducere a Ministerului Învățămîntului este demisă, mai ales că Nicolae, fiul acad. Drăgulescu, participase și el la mișcare, fiind chiar arestat.
Drept represalii pentru aceste mișcări și împotriva lui Drăgulescu personal, ca fondator, Miron Constantinescu a propus mutarea Facultății de Chimie la Brașov, însă după excluderea sa în 1957 din conducerea PMR, propunerea a căzut, Drăgulescu revenind ca Decan al facultății.
În anul 1962 este solicitat să devină șef al Catedrei de Chimie Anorganică la Facultatea de Chimie Industrială de la Institutul Politehnic din București, unde va preda cursul de Chimie anorganică și analitică până în anul 1968. A continuat să predea acest curs și la Timișoara până la pensionare, survenită în 3 ianuarie 1977.
A făcut parte din numeroase organisme științifice și economice: Consiliul Uniunii Internaționale de Chimie Pură și Aplicată, Consiliul Național de Știință și Tehnologie, Comisia superioară de Diplome, Consiliul Superior al Învățământului Universitar de la MEI, Colegiul Ministerului Industriei Chimice, Consiliul Național al ASIT (președinte al Filialei Timișoara), Consiliul de conducere al Societății pentru Răspândirea Științei și Culturii (SRSC), Consiliul de conducere al Fundației „M. Elias” a Academiei.
Principalele obiective de cercetare au fost în domeniul chimiei anorganice, chimiei analitice, tehnologiilor chimice anorganice și pentru valorificarea resurselor minerale autohtone, în special minerale rare și disperse (bismut, galiu, beriliu, uraniu), sau a unor perechi de metale asemănătoare, a căror chimie este complicată (zirconiu-hafniu, niobiu-tantal, galiu-indiu). În cercetare a folosit metode moderne ca radiometria, spectrofotometria, roentgenografia termică, metode electrometrice. Rezultatele cercetărilor le-a comunicat la Congresele internaționale ale Uniunii Internaționale de Chimie Pură și Aplicată (Lisabona, München, Moscova); Conferințele internaționale de chimie coordinativă (Detroit, Viena, Tokio, Ierusalim, Cracovia, Zakopane, Toronto, Bratislava, Moscova), Conferințele internaționale de chimie pură și analitică (München, Washington, Madrid, Praga), Conferințele internaționale Pugwash (Cehoslovacia, India), participând la peste 40 de manifestări internaționale, din peste 20 de țări.

## Lucrări publicate
Cursuri și tratate:
- V. Alexa, C. Drăgulescu - Manual practic de chimie fizică. Termodinamică și cinetică, Timișoara: litografia politehnicii, 1941
- I. Manta, C. Drăgulescu - Elemente de teoria și practica pH-ului, Cluj: Editura Cartea Românească, 1944
- C. Drăgulescu - Analiza chimică volumetrică, Cluj: Editura Universității, 1947
- C. Drăgulescu - Note după cursul de Chimie anorganică, două volume, litografia IPT, 1954, 1956
- C. Drăgulescu, E. Petrovici - Introducere în chimia anorganică modernă, Timișoara: Editura Facla, 1973
- C. Drăgulescu, E. Petrovici - Chimie structurală modernă. Chimia coordinanței 8, București: Editura Academiei, 1977

A publicat 230 de lucrări științifice.

## Titluri, ordine și medalii
- Medalia Muncii (14 septembrie 1953)[25][26]
- Ordinul „Meritul Științific” clasa a II-a (26 septembrie 1966) „pentru merite deosebite în activitatea științifică, cu prilejul Centenarului Academiei Republicii Socialiste România”[27][26]

Pentru activitatea sa de om de știință a fost decorat cu Ordinul Muncii cl. a III-a (1962) și a II-a (1963). În 1970 a primit titlul de Om de știință emerit.
A fost membru de onoare al Societății de Chimie Industrială din Paris, din anul 1970.
Numele său îl poartă astăzi Institutul de Chimie „Coriolan Drăgulescu” din Timișoara.